# Carl Verheyen
Carl William Verheyen (Santa Mónica; 3 de abril de 1954) es un guitarrista estadounidense principalmente conocido por su relación con el grupo británico Supertramp. Es profesor adjunto de jazz guitar en la Escuela de Música Thornton de la Universidad del Sur de California.

## Biografía
Verheyen ha sido autor de libros de instrucción como Improvising Without Scales y Studio City, una colección de artículos escritos para la revista Guitar for the Practicing Musician entre 1996 y 1999. En 1996, ganó el LA Music Award en la categoría de mejor guitarrista.
Su primer álbum en solitario fue No Borders, publicado en 1988, y seguido de Garage Sale en 1994. Slang Justice, publicado en 1998, fue el primer trabajo que siguió de una gira de promoción con una banda formada por el bajista Cliff Hugo y los baterías Chad Wackerman, Steve DiStanislao y Bernie Dresel. Slingshot, publicado en 1998, incluyó al batería Gregg Bissonette y al teclista Jim Cox. Verheyen continuó tocando como músico de sesión para otros artistas como Bee Gees y Cher, así como en bandas sonoras de películas como The Crow y  The Usual Suspects. En enero de 2000, publicó Atlas Overload, seguido en 2001 de un álbum en solitario titulado Solo Guitar Improvisations.
Verheyen ha producido también DVD de instrucción y lecciones de guitarra online. Además, ha publicado una combinación de libro y CD que perfila su estilo "interválico" llamado Improvising Without Scales. También escribe una columna mensual para Chitarre, una publicación italiana de guitarras.
En 2001, Verheyen publicó un trabajo de colaboración con Karl Ratzer, un guitarrista de jazz austriaco, titulado Reel to Real. Grabado en dos días, consistió en extensas improvisaciones e intercambios musicales entre los dos guitarristas y una sección rítmica. Poco después, publicó una colección de canciones llamada Six, que incluyó una versión del tema de The Beatles «Yes It Is». La banda salió de gira tras este disco, tocando en catorce países a lo largo de dos años.
A comienzos de 2011, Verheyen publicó The Road Divides, un DVD en directo con material previamente inédito, improvisaciones musicales y canciones en acústico. El lanzamiento incluyó entrevistas con Verheyen, Dave Marotta y Walfredo Reyes, Jr. y fue dirigido por Nigel Dick.

## Discografía
| Año  | Artista            | Álbum                      | Ref. |
| ---- | ------------------ | -------------------------- | ---- |
| 1988 |                    | No Borders                 |      |
| 1994 |                    | Garage Sale                |      |
| 1997 |                    | Slang Justice              |      |
| 1999 |                    | Slingshot                  |      |
| 2000 |                    | Atlas Overload             |      |
| 2001 |                    | Solo Guitar Improvisations |      |
| 2001 |                    | Real to Reel               |      |
| 2003 |                    | Six                        |      |
| 2005 |                    | Rumor Mill                 |      |
| 2006 |                    | Take One Step              |      |
| 2009 |                    | Trading 8s                 |      |
| 2011 | Carl Verheyen Band | The Road Divides           |      |
| 2013 |                    | Mustang Run                |      |